# Gołuchowice (powiat będziński)
Gołuchowice – wieś w Polsce położona w województwie śląskim, w powiecie będzińskim, w gminie Siewierz.

## Historia
Miejscowość ma metrykę średniowieczną i istnieje co najmniej od XIV wieku. Wymieniona po raz pierwszy w 1372 w dokumencie zapisanym w języku łacińskim jako Goluchouicze, 1470–1480 Goluchowycze, 1529 Goluchowicze, Goloschowicze .
Nazwę miejscowości w zlatynizowanej staropolskiej formie Goluchowycze wymienia w latach (1470–1480) Jan Długosz w księdze Liber beneficiorum dioecesis Cracoviensis.
Wieś była początkowo własnością książęcą, która odnotowana została w historycznych dokumentach własnościowych i podatkowych. W 1372 książę cieszyński Przemysław I Noszak sprzedał za 18 grzywien groszy praskich miejscowemu chłopu Wawrzyńcowi z Markowic sołectwo w Gołuchowicach. Nowy sołtys otrzymał we wsi szósty i siódmy wymierzony łan, karczmę, jatkę rzeźniczą, warsztat szewski, młyn ze stawem rybnym oraz dostawał co trzeci denar z zasądzonych pieniężnych kar sądowych. Mieszkańcom wsi na 12 lat przyznano wolniznę na zagospodarowanie. Czynsz roczny z całej wsi wynosił 1 wiardunek rocznie .
W 1443 Wacław I książę cieszyński sprzedał biskupowi krakowskiemu Zbigniewowi Oleśnickiemu księstwo siewierskie, w tym leżące w nim Gołuchowice. Od XV wieku miejscowość należała do biskupstwa krakowskiego i leżała w księstwie siewierskim w województwie krakowskim w Koronie Królestwa Polskiego, a od unii lubelskiej z 1569 w Rzeczypospolitej Obojga Narodów.
W latach 1975–1998 miejscowość należała administracyjnie do województwa katowickiego.